# Neil Young
Neil Percival Young (født 12. november 1945 i Toronto, Ontario) er en canadisk sanger og sangskriver, der anses for en af de mest respekterede og indflydelsesrige musikere i sin generation.
Youngs karriere begyndte i det lokale teenageband The Squires. Senere indgik han i 1960'er-bandet Buffalo Springfield, til han i 1969 indledte sin solo-karriere med albummet Neil Young. Siden indtrådte han som fjerde medlem i den succesfulde kvartet Crosby, Stills & Nash.
Han er kendt for sin nasale stemmes høje register og for sine dybt personlige sangtekster. Det meste af Youngs musik falder inden for to forskellige genrer. Den første er akustisk, country rock eller folkrock, eksemplificeret ved sange som "Helpless", "Heart of Gold", "Old Man" og "Long May You Run". Den anden er en mere klassisk, ekspressiv rock med kant og personlighed, som det høres på sange som "Cortez the Killer", "Cowgirl in the Sand", "Like a Hurricane" og "Keep on Rockin in the Free World", der ofte er indspillet sammen med gruppen Crazy Horse. Han har også eksperimenteret med soul, swing, rockabilly, electronica og noise rock i sin lange og produktive karriere.
Af vigtige plader kan nævnes Everybody Knows This Is Nowhere (1969), After the Goldrush (1970), Harvest (1972), On the Beach (1974), Tonight's the Night (1975), Rust Never Sleeps (1979), Freedom (1989) og Ragged Glory (1990).
Young blev først kendt for sin rolle i folkrockbandet Buffalo Springfield i perioden 1966–1968. Han spillede her sammen med bl.a. Stephen Stills. Størst kommerciel succes fik han som en del af singer-songwriterbølgen i begyndelsen af 1970'erne med album som After the Gold Rush og Harvest og som en del af Crosby, Stills, Nash & Young. Han har siden kraftigt afvist rollen som kommerciel stjerne og i stedet fokuseret på at skabe holdbar, kompromisløs musik og vilde eksperimenter.
Under pseudonymet Bernard Shakey har Young desuden skabt fire film, deriblandt dokumentarfilmen Journey through the Past (1973), koncertfilmen Rust Never Sleeps (1979) og spillefilmen Greendale.
Roskilde Festival har Neil Young optrådt på fem gange. Første gang i 1993 sammen med Booker T & the MG's, i 1996 og 2001 med Crazy Horse, og i 2008 med hans Electric Band som backinggruppe, samt senest i 2016.
Neil Young spillede under afslutningsceremonien af Vinter-OL 2010 i Vancouver 2010 sangen "Long may you run", samtidig med at den olympiske flamme langsomt blev slukket.
Neil Young er en af stifterne af – og bestyrelsesmedlem i – organisationen Farm Aid, som arbejder for at støtte familielandbruget i USA. Dertil er han arrangør af den årligt tilbagevendende Bridge School Benefit Concert, der (med undtagelse af 1987) har været afholdt siden 1986, og altid med mange store navne på plakaten takket være hans mange kontakter i musikverdenen.
Neil Young var fra 1977 til 2014 gift med Pegi Young, død  1. januar 2019. Sammen har de to børn. Dertil har han en søn fra et tidligere forhold. To af børnene er handicappede.
Neil Young blev gift med skuespilleren Daryl Hannah i august 2018.

## Diskografi
| - Neil Young (1969) - Everybody Knows This Is Nowhere (1969) - After the Gold Rush (1970) - Harvest (1972) - Time Fades Away (1973) - On the Beach (1974) - Tonight's the Night (1975) - Zuma (1975) - American Stars 'n Bars (1977) - Comes a Time (1978) - Rust Never Sleeps (1979) - Hawks & Doves (1980) - Re-ac-tor (1981) - Trans (1983) - Every's Rockin' (1983) - Old Ways (1985) - Landing on Water (1986) - Life (1987) - This Note's for You (1988) - Eldorado (ep) (1989) - Freedom (1989) - Ragged Glory (1990) - Harvest Moon (1992) - Sleeps with Angels (1994) - Mirror Ball (1995) - Dead Man (soundtrack) (1996) - Broken Arrow (1996) - Silver & Gold (2000) - Are You Passionate? (2002) - Greendale (2003) - Prairie Wind (2005) - Living with War (2006) - Living with War: In the Beginning (2006) - Chrome Dreams II (2007) - Fork In The Road (2009) - Archives Vol. 1 (2009) - Le Noise (2010) - Americana (2012) - Psychedelic Pill (2012) - A Letter Home (2014) - Storytone (2014) - The Monsanto Years (2015) - Peace Trail (2016) - Hitchhiker (2017) - The Visitor (2017) - Colorado (2019) - Homegrown (2020) - Archives Vol. 2 (2020) | - Live Rust (1979) - Arc (1991) - Weld (1991) - Unplugged (1993) - Year of the Horse (1997) - Road Rock Vol. 1: Friends & Relatives (2000) - Live at the Fillmore East (2006) - Live at Massey Hall 1971 (2006) - Dreamin' Man Live '92 (2009) - Roxy - Tonight’s the Night Live (2018) - Songs for Judy (2018) |

### Hyldestalbum
- The Bridge: A Tribute To Neil Young (1989)
- Borrowed Tunes (1994)
- This Note's for you too (1998)
- Everybody Knows This Is Norway - A Norwegian Tribute To Neil Young (2001)
- Cinnamon Girl: Women Artists Cover Neil Young for Charity (2008)

## Besynderligheder
Neil Young har fået opkaldt en edderkop efter sig:  Myrmekiaphila neilyoungi.